# Schoenoplectus annamicus
Schoenoplectus annamicus là loài thực vật có hoa trong họ Cói. Loài này được (Raymond) T.Koyama miêu tả khoa học đầu tiên năm 1979.